# Gabriel Andrew Dirac
Gabriel Andrew Dirac (Dirac Gábor Endre) (Budapest, 1925. március 13. – Arlesheim, Basel-Landschaft kanton,  (Svájc), 1984. július 20.) magyar származású matematikus.

## Életpályája
A Nobel-díjas Paul Dirac mostohafia és a szintén Nobel-díjas magyar származású Wigner Jenő unokaöccse. PhD fokozatát 1952-ben szerezte meg a Londoni Egyetemen. A disszertációjának címe On the Colouring of Graphs: Combinatorial topology of Linear Complexes („gráfok színezése - lineáris komplexek kombinatorikai topológiája”), témavezetője Richard Rado volt. A matematika professzora volt az Aarhus Egyetemen Dániában. Leginkább gráfelmélettel foglalkozott. Erdős-száma 1.

## Fontosabb gráfelméleti eredményei
- Egy n (n ≥ 3) csúcsú egyszerű gráfban, ha minden csúcs fokszáma legalább  n/2, akkor a gráfban van Hamilton-kör (1952).
- Húrgráfban minden minimális elvágó csúcshalmaz teljes gráf csúcsait képezi (1961). (A húrgráfban minden legalább négy csúcsú körben van húr.)
- Ha egy gráf k-szorosan összefüggő, ahol k ≥ 2,  akkor a gráf bármely k csúcsa esetén létezik azokon átmenő kör (1960).